# عمق نفوذ لاندن

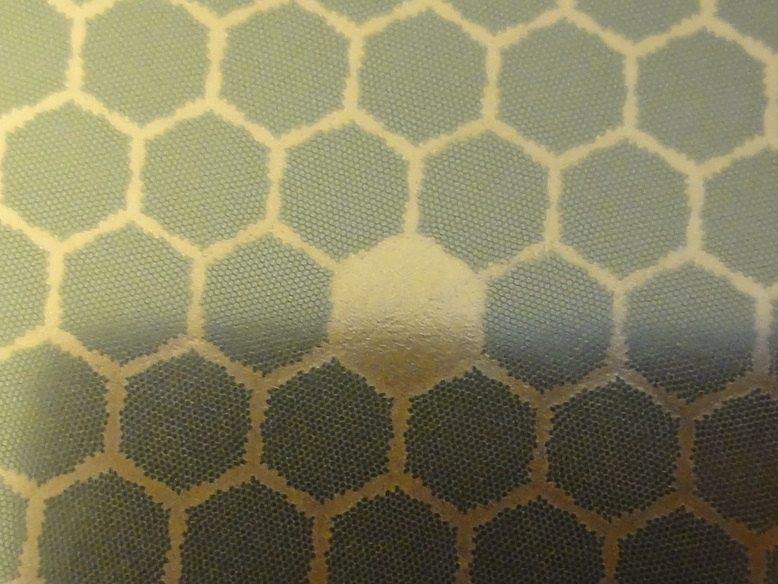
نمای بخشی از یک کابل ابررسانا که برای حمل جریان‌های هزاران آمپر در نظر گرفته‌شده است. بخش‌های شش‌ضلعی تیره که به‌دقت بررسی شده‌اند، صدها سیم هستند. ناحیهٔ سبک‌تر، یک فلز معمولی به‌کاررفته که معمولاً از جنس مس است.

عمق نفوذ لندن (که معمولاً با  {\displaystyle \lambda } یا {\displaystyle \lambda _{L}}  نشان‌داده می‌شود) در ابررساناها، برابر فاصله‌ای است که یک میدان مغناطیسی به درون یک ابررسانا نفوذ می‌کند. مقادیر معمولی λ L از ۵۰ تا ۵۰۰ نانومتر متغیر است.